# Jakobstal (Dillingen an der Donau)

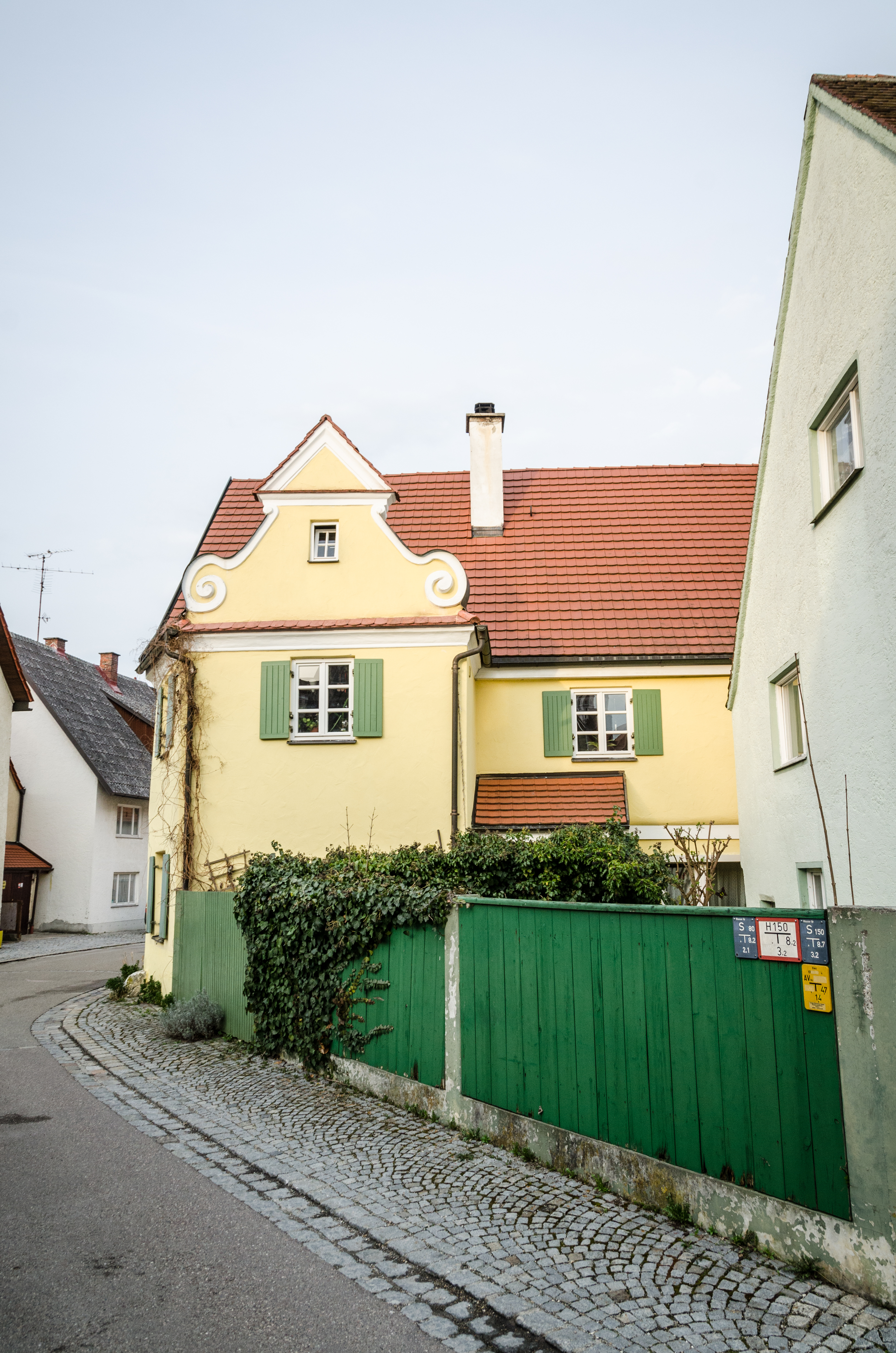
Das Jakobstal mit Haus 75

Als Jakobstal wird ein Vorstadtbereich von Dillingen an der Donau, der Kreisstadt des Landkreises Dillingen an der Donau im Regierungsbezirk Schwaben in Bayern, bezeichnet.

## Geschichte
Das Jakobstal bildet die ostwestliche Mittelachse der Großen Vorstadt im Osten, mit mehreren Stichgassen nach Norden und Süden. Der als Große Vorstadt bezeichnete Siedlungsbereich umfasst noch den Stadtberg und den Fischerberg.
Die Bebauung besteht vorwiegend aus der Zeit nach der Zerstörung im Dreißigjährigen Krieg und aus späterer Zeit.
Die Bezeichnung des Viertels ist in Urkunden wie folgt überliefert: 1536 Göggelenthal, 1785 Vallis Geggelitana, 1799 Geggelesthal, 1808 Jakobstal, 1824/26 Jäckelestal und 1840 Jakelestal.

## Baudenkmäler

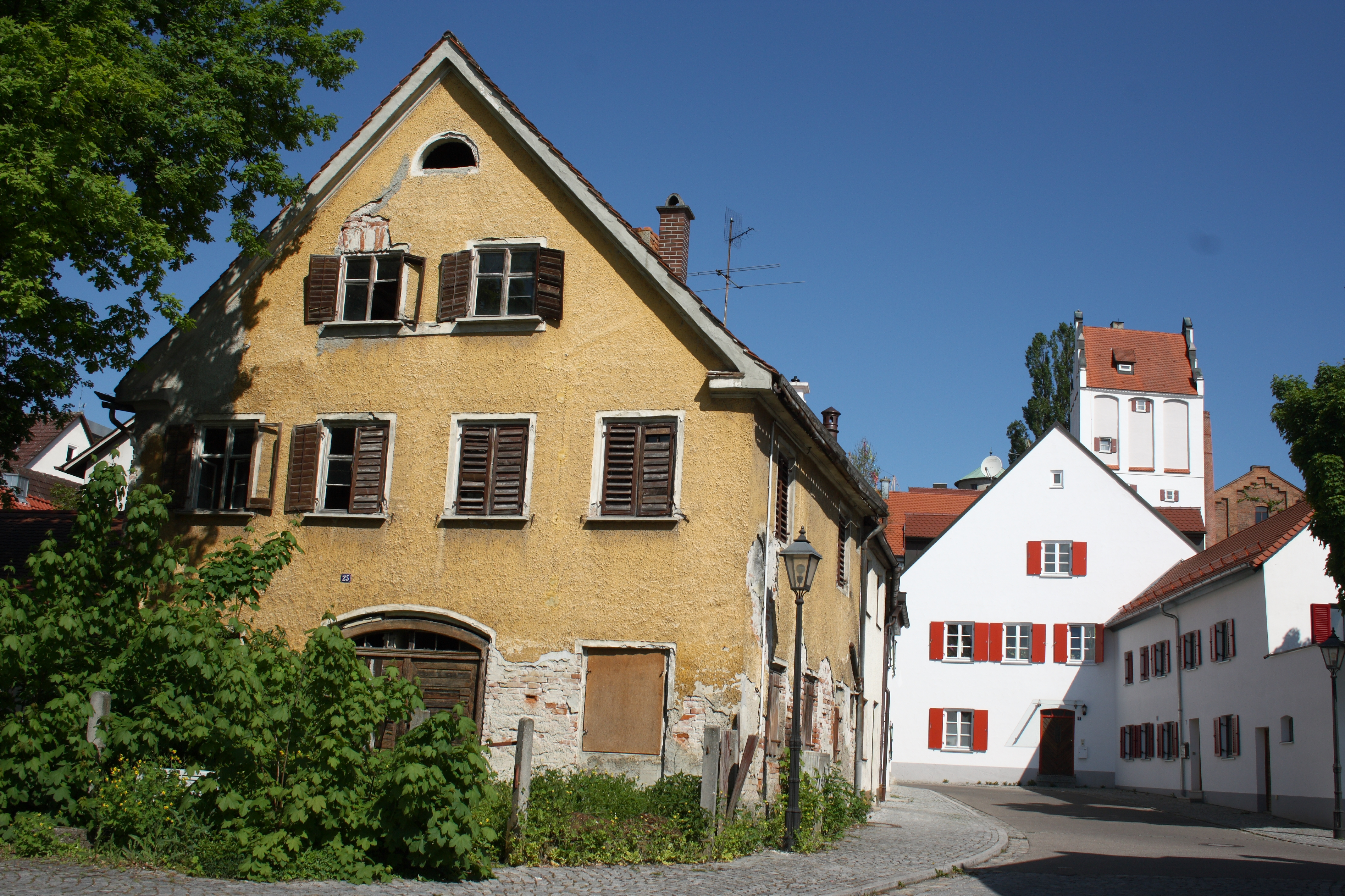
Haus Jakobstal 25 (links)

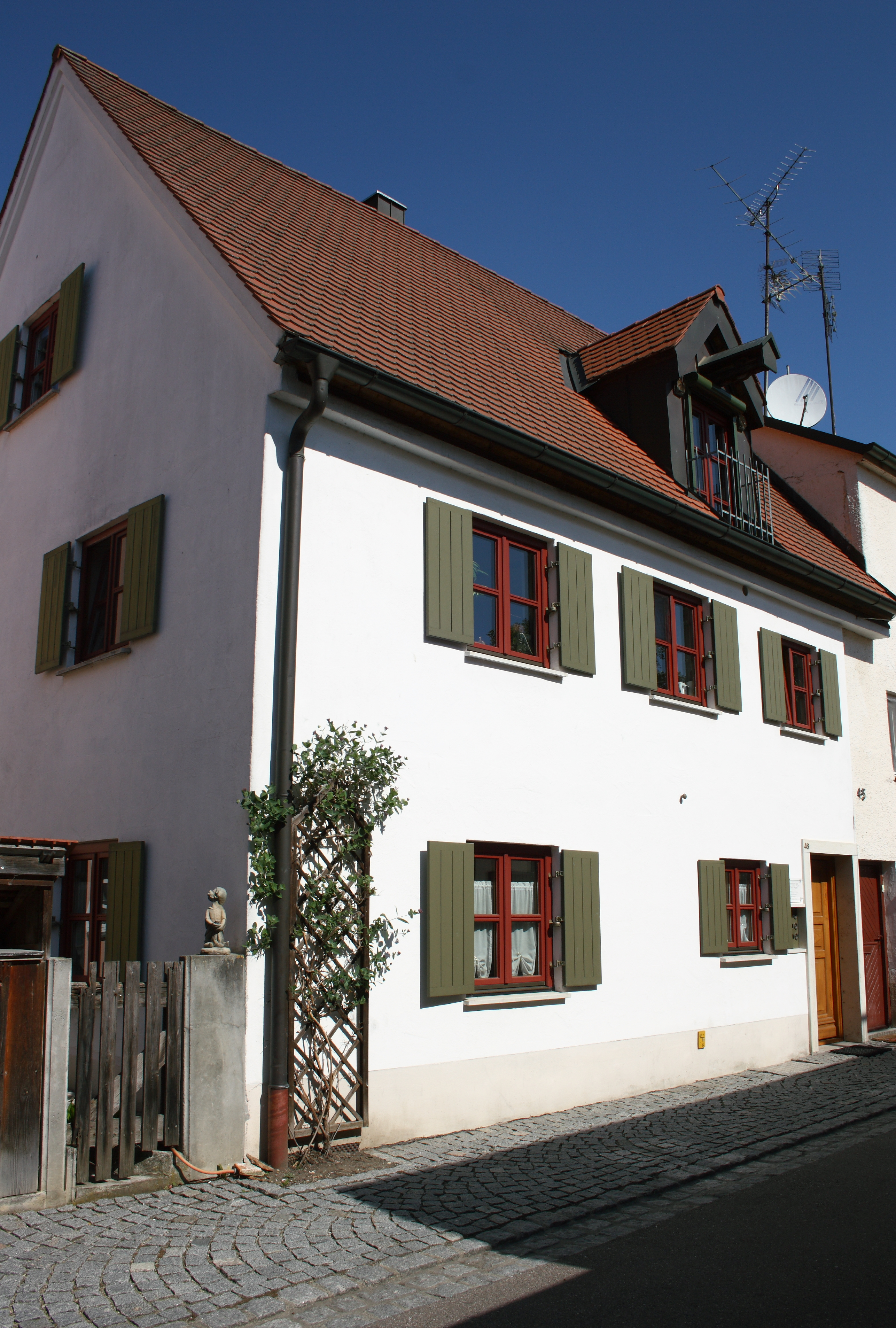
Haus Jakobstal 46

Folgende Baudenkmäler aus dem Viertel stehen auf der Denkmalliste.
- Jakobstal 1: Wohnhaus, 17. Jahrhundert
- Jakobstal 8: Wohnhaus, 18. Jahrhundert
- Jakobstal 9: Wohnhaus, 18. Jahrhundert
- Jakobstal 17: Wohnhaus, 17./18. Jahrhundert
- Jakobstal 25: Wohnhaus, 17. Jahrhundert
- Jakobstal 27: Wohnhaus, 17. Jahrhundert
- Jakobstal 31: Wohnhaus, 17./18. Jahrhundert
- Jakobstal 35: Wohnhaus, 18. Jahrhundert
- Jakobstal 38: Wohnhaus, 17./18. Jahrhundert
- Jakobstal 42: Wohnhaus, 17./18. Jahrhundert
- Jakobstal 46: Wohnhaus, 17./18. Jahrhundert
- Jakobstal 48: Wohnhaus, 17./18. Jahrhundert
- Jakobstal 49: Wohnhaus, 17./18. Jahrhundert
- Jakobstal 50: Wohnhaus, 17./18. Jahrhundert
- Jakobstal 52: Wohnhaus, 18. Jahrhundert
- Jakobstal 54: Wohnhaus, 18. Jahrhundert
- Jakobstal 55: Wohnhaus, 18. Jahrhundert
- Jakobstal 57: Wohnhaus, 17. Jahrhundert
- Jakobstal 60: Wohnhaus, 17. Jahrhundert
- Jakobstal 67: Wohnhaus, 17. Jahrhundert
- Jakobstal 68: Bauernhaus, im Kern 16. Jahrhundert
- Jakobstal 71: Wohnhaus, 17./18. Jahrhundert
- Jakobstal 74: Wohnhaus, 17. Jahrhundert
- Jakobstal 75: Wohnhaus, um 1680
- Jakobstal 87: Wohnhaus, 17. Jahrhundert
- Jakobstal 88: Wohnhaus, 17. Jahrhundert